# 柯伊伯撞擊坑 (水星)
柯伊伯撞擊坑（英語：Kuiper）是水星上一個中等大小的撞擊坑，位於 11 S, 31.5 W。直徑約 60 公里，名字由來於美國天文學家杰拉德·柯伊伯。該撞擊坑的反照率是水星上最高，因此它可能是水星上最年輕的撞擊坑之一。
柯伊伯撞擊坑位於更大的撞擊坑紫式部撞擊坑北方邊緣處。